# Хэмптон, Уэйд III
Уэйд Хэмптон III (англ. Wade Hampton; 28 марта 1818, Чарлстон, Южная Каролина, — 11 апреля 1902, Колумбия, Южная Каролина) — американский аристократ, плантатор, член сената Южной Каролины, который служил кавалерийским генералом армии Конфедерации во время американской гражданской войны. Впоследствии стал политиком, членом Сената США и губернатором Южной Каролины.
Хэмптон происходил из богатой семьи плантаторов. Перед гражданской войной он был одним из крупнейших рабовладельцев штата. В годы войны он стал одним из самых известных кавалерийских командиров и дослужился до звания генерал-лейтенанта. После завершения эпохи Реконструкции Хэмптон стал членом группировки Искупителей (Redeemers), которые боролись за восстановление власти белых в штате. Он участвовал в губернаторских выборах, которые отличались частым проявлением насилия со стороны белых супремасистов. Хэмптон победил на выборах и прослужил губернатором с 1876 по 1879 год. После этого он прослужил два срока членом сената США, с 1879 по 1891 год.

## Ранние годы
Хэмптон родился в Чарлстоне (штат Южная Каролина). Он был старшим сыном Уэйда Хэмптона II (1791—1858), известного как «полковник Уэйд Хэмптон», одного из известнейших плантаторов Юга, владевшего самым большим количеством рабов, который был офицером драгун в войну 1812 года и служил адъютантом Эндрю Джексона во время Битвы за Новый Орлеан.
Дедом его был Уэйд Хэмптон I (1754—1835), полковник кавалерии в годы войны за Независимость, член Палаты Представителей и бригадный генерал в войну 1812 года.
Его дядя, Джеймс Генри Хэммонд, был членом палаты представителей и сенатором, а также губернатором Южной Каролины.
Хэпптон вырос в знатной семье, вел активную жизнь, занимаясь верховой ездой и охотой в Хай Хэмптон, летней резиденции отца в Северной Каролине. Он стал известен своими одиночными охотничьими походами в лес, когда ходил с ножом на медведей. По некоторым подсчетам, он в одиночку убил около 80 медведей.
В 1836 он окончил Южнокаролинский колледж (сейчас Университет Южной Каролины), где изучал право, но впоследствии юридической практики не имел. Вместо этого он посвятил себя управлению своими огромными плантациями в Южной Каролине и Миссисипи, а также занялся политикой. В 1852 он был избран в Южнокаролинскую Ассамблею и служил сенатором с 1858 по 1861 год.
В 1858 умер его отец, и Хэмптон унаследовал все его плантации и рабов.

## Гражданская война
Когда началась война, Хэмптон уволился из сената и записался рядовым в ополчение Южной Каролины.
Хэмптон набрал и частично финансировал отряд, известный как «легион Хэмптона», который состоял из шести отрядов пехоты, четырёх отрядов кавалерии и артбатареи. Он лично закупил боеприпасы для легиона.
Несмотря на отсутствие военного опыта и солидный возраст (42 года), Хэмптон был прирождённым кавалеристом: храбрым, отважным, и прекрасным наездником. Он был одним из двух офицеров (вторым был Форрест), которые достигли звания генерал-лейтенанта на кавалерийской службе в армии Конфедерации.
Первым сражением в его жизни стало Первое сражение при Булл-Ран, где он ввёл свой легион в бой в решительный момент, позволив бригаде Томаса Джексона прибыть на поле боя. В этом бою он получил первое из своих пяти ранений за ту войну: пуля задела его голову, когда он возглавлял атаку на федеральную артиллерийскую позицию.
В сражении при Севен-Пайнс 31 мая 1862 года он был тяжело ранен в ногу, но остался в седле, несмотря на опасность. Выбыв из строя на некоторое время, он вернулся к службе как раз к концу Семидневной битвы, где его бригада не была всерьёз задействована. После Севен-Пайнс он был произведён в бригадные генералы (Задним числом от 23 мая 1862 года). Хэмптон давно уже хотел покинуть полк, поскольку ему не давали права назначать офицеров по своему усмотрению и поскольку в июне на перевыборах полк проголосовал против способного, но строгого майора Коннера.
После кампании на полуострове, 25 июля 1862 года, генерал Ли реорганизовал кавалерию в дивизию под командованием Джеба Стюарта, который назначит Хэмптона командиром одной из двух кавалерийских бригад. Эта бригада имела следующий вид:
- 1-й северокаролинский кавполк — полковник Бэйкер
- Легион Кобба — полковник Янг
- Легион Джеффа Дэвиса — майор Батлер
- 10-й вирджинский кавполк — подполковник Макгрудер

Зимой 1862 года во время битвы при Фредериксберге, Хэмптон провел ряд кавалерийских рейдов по тылам противника, захватив множество пленных, при этом сам не понес никаких потерь.
Во время сражения при Чанселорсвилле бригада Хэмптона стояла южнее реки Джеймс и не принимала участия в бою.
В Геттисбергскую кампанию Хэмптон был ранен в бою за станцию Бренди — крупнейшей кавалерийской битве войны. Затем его бригада участвовала в рейде Стюарта, когда южная кавалерия ушла глубоко в тылы противника и потеряла связь с основной армией.
Стюарт и Хэмптон прибыли под Геттисберг к вечеру 2 июля 1863-го. 3 июля он возглавил кавалерийскую атаку восточнее Геттисберга для дезорганизации тылов федеральной армии, однако столкнулся с кавалерией северян.
Он получил два сабельных ранения в голову, но продолжал сражаться, пока не был ранен в третий раз шрапнелью. Его отправили в Виргинию и поместили в госпиталь, где он находился вместе с Джоном Худом.
3 августа 1863 года Хэмптон был повышен до генерал-майора и начал командовать кавалерийским дивизионом. Его геттисбергские ранения ещё не вполне зажили, поэтому он не участвовал в боевых действиях до ноября.
В 1864 году Стюарт был убит в сражении при Йеллоу-Таверн, и 11 августа 1864 Хэмптон стал командовать всем кавалерийским корпусом. Он проявил себя хорошим командиром в кровопролитном сражении при станции Тревильян, где сражался против Фила Шеридана.
До конца войны он не проиграл ни одного сражения. В сентябре он провёл рейд, известный как «Мясной рейд», во время которого его отряды захватили около 2400 голов скота и освободили около 300 военнопленных южан.
В октябре 1864 около Петерсберга Хэмптон отправил своего сына Томаса Престона (лейтенанта и ординарца при отце) доставить депешу. Вскоре после Хэмптон с другим своим сыном, Уэйдом IV-м, отправился в том же направлении и через 200 метров увидели раненого Томаса. И когда Уэйд-младший спешился, он также был застрелен. Томас Престон скончался от ранения.
Когда армия Ли попала в ловушку в Петерсберге в январе 1865 года, Хэмптон вернулся в Южную Каролину рекрутировать солдат. 14 февраля 1865 года он стал генерал-лейтенантом, но вскоре попал в плен вместе со всей Теннесийской армией Джозефа Джонстона.
Его усадьба в Миллвуде около Колумбии (Южная Каролина) был сожжена солдатами Уильяма Шермана, имущество было конфисковано, а рабы освобождены.

## Память
В 1878 году его именем были названы город и округ в Южной Каролине.